# Medlovice (Zlín)
Medlovice é uma comuna checa localizada na região de Zlín, distrito de Uherské Hradiště.